# Calor latente

El calor latente es la energía absorbida o liberada durante un cambio de fase. En el caso del agua, se necesitan 334 kJ para convertir un kilogramo de hielo a 0 °C en agua, y 2265 kJ para convertir un kilogramo de agua a 100 °C en vapor.

El calor latente  es la cantidad de  energía requerida por una sustancia para cambiar de fase, de sólido a líquido (calor de fusión) o de líquido a gaseoso (calor de vaporización). Se debe tener en cuenta que esta energía en forma de calor se invierte para el cambio de fase y no para un aumento de la temperatura.
Latente, del latín latens, o escondido, denominación referida al no notarse un cambio de temperatura del sistema mientras se produce un cambio de fase (a pesar de añadir o sustraer energía). La idea proviene de la época en la que se creía que el calor era una sustancia fluida denominada calórico. 
Por el contrario, el calor que se aplica cuando la sustancia no cambia de fase y aumenta la temperatura, se llama calor sensible.
Cuando hay calor hacia una porción de hielo, aumenta su temperatura hasta que llega al punto de fusión (temperatura de cambio de estado sólido a líquido); a partir de ese momento, aunque siga fluyendo calor, la energía aportada se invierte al cambio de estado del sistema. Únicamente cuando todo el sistema ha alcanzado el nuevo estado (en este ejemplo el estado gaseoso), se comenzará a observar aumento de la temperatura del sistema.
El concepto fue introducido alrededor de 1762 por el químico escocés Joseph Black.
Esta cualidad se utiliza en la cocina, en refrigeración, en bombas de calor y es el principio por el que el sudor enfría el cuerpo.

## Calor latente de algunas sustancias
Cada sustancia tiene sus propios calores latentes de fusión y vaporización.
| Sustancia | Fusión | Fusión | Fusión | Vaporización | Vaporización | Vaporización |
| Sustancia | °C     | kJ/kg  | cal/g  | °C           | kJ/kg        | cal/g        |
| --------- | ------ | ------ | ------ | ------------ | ------------ | ------------ |
| Agua      | 0      | 334    | 79,7   | 100          | 2265         | 539,8        |
| Amoníaco  | −77,73 | 753    | 180    | −33,34       | 1369         | 327          |

Es importante destacar que al mencionar el calor latente, se debe proporcionar la temperatura específica en la que ocurre, ya que (en menor medida) también puede haber evaporación o fusión a otras temperaturas. Por ejemplo, la evaporación del sudor en la piel tiene lugar a temperaturas inferiores a 100 °C, con un valor distinto de calor latente al que se tiene en la tabla.
El agua tiene un calor de vaporización alto ya que, para romper los puentes de hidrógeno que enlazan las moléculas, es necesario suministrar mucha energía; también tiene un calor de fusión alto. Una de las ventajas del elevado calor de vaporización del agua es que permite a determinados organismos disminuir su temperatura corporal. Esta refrigeración es debida a que, para evaporarse, el agua de la piel (por ejemplo, el sudor) absorbe energía en forma de calor del cuerpo, lo que hace disminuir la temperatura superficial. Otro buen ejemplo del calor latente de vaporización del agua es cuando se riega el suelo: el agua se evapora y absorbe energía, por lo que el ambiente se refresca.
Es importante saber que no todos los sistemas materiales tienen el mismo calor latente, sino que cada sustancia tiene sus propios calores latentes de fusión y vaporización.

## Cambios de estado
Normalmente, una sustancia experimenta un cambio de temperatura cuando absorbe o cede calor al ambiente que le rodea. Sin embargo, cuando una sustancia cambia de fase absorbe o cede calor sin que se produzca un cambio de su temperatura. El calor Q que es necesario aportar para que una masa m de cierta sustancia cambie de fase es igual a
{\displaystyle Q=mL}
donde L se denomina calor latente de la sustancia y depende del tipo de cambio de fase. 
Por ejemplo, para que el agua cambie de sólido (hielo) a líquido, a 0 °C se necesitan 334000 J/kg o 334 kJ/kg. Para que cambie de líquido a vapor a 100 °C se precisan 2260000 J/kg.
Los cambios de estado se pueden explicar de forma cualitativa del siguiente modo:
En un sólido los átomos y moléculas ocupan las posiciones fijas de los nudos de una red cristalina. Un sólido tiene en ausencia de fuerzas externas un volumen fijo y una forma determinada.
Los átomos y moléculas vibran, alrededor de sus posiciones de equilibrio estable, cada vez con mayor amplitud a medida que se incrementa la temperatura. Llega un momento en el que vencen a las fuerzas de atracción que mantienen a los átomos en sus posiciones fijas y el sólido se convierte en líquido. Los átomos y moléculas siguen unidos por las fuerzas de atracción, pero pueden moverse unos respecto de los otros, lo que hace que los líquidos se adapten al recipiente que los contiene pero mantengan un volumen constante.
Cuando se incrementa aún más la temperatura, se vencen las fuerzas de atracción que mantienen unidos a los átomos y moléculas en el líquido. Las moléculas están alejadas unas de las otras, se pueden mover por todo el recipiente que las contiene y solamente interaccionan cuando están muy próximas entre sí, en el momento en el que chocan. Un gas adopta la forma del recipiente que lo contiene y tiende a ocupar todo el volumen disponible.